# Marcus Thomsen
Marcus Thomsen (7 de enero de 1998) es un deportista de Noruega que compite en atletismo. Ganó una medalla de bronce en el Campeonato Europeo de Atletismo por Equipos de 2019, en la prueba de lanzamiento de peso.